# Harry Kewell
Harold Kewell, mais conhecido como Harry Kewell (Sydney, 22 de setembro de 1978>), é um ex-futebolista e atual treinador australiano que atuava como meia, ala ou atacante. Atualmente comanda o Yokohama F. Marinos.

## Carreira
Kewell era um jogador muito habilidoso com a perna esquerda e ótimo cobrador de faltas. Também era frequentemente convocado para jogar pela Seleção Australiana, além de ter sido premiado por várias vezes como o futebolista do ano da Oceania.
Começou sua carreira profissional em 1996, no Leeds United, da Inglaterra, onde foi eleito na temporada 1999–2000, o jogador jovem do ano na Inglaterra, um prêmio dado ao atleta com menos de 23 anos que teve o melhor desempenho no futebol inglês na temporada.
Depois, em 2003, transferiu-se para o Liverpool, também da Inglaterra, clube onde conquistou a Liga dos Campeões da UEFA de 2004-05 e a Copa da Inglaterra de 2005–06.
Com a conquista da Liga dos Campeões da UEFA, Harry Kewell tornou-se o primeiro (e até o momento o único) jogador da Austrália a vencer a competição.
Em 3 de julho de 2008, assinou contrato com o clube turco Galatasaray, onde já ganhou a Supercopa da Turquia, em 2008.
No final da temporada 2010-2011, Kewell se desligou do Galatasaray e em 20 de agosto de 2011 mudou-se para o Melbourne Victory, sob um contrato de três anos.

## Seleção nacional
Pela Seleção Australiana, disputou a Copa das Confederações de 1997, os Jogos Olímpicos de Verão de 2000, a Copa das Nações da OFC 2004, a Copa do Mundo FIFA de 2006, a Copa da Ásia de 2007 e a Copa do Mundo FIFA de 2010.

## Títulos
Liverpool
- Liga dos Campeões da UEFA: 2004–05
- Copa da Inglaterra: 2005–06

Galatasaray
- Supercopa da Turquia: 2008

Seleção Australiana
- Copa das Nações da OFC: 2004

## Premiações
- Futebolista do Ano na Oceania: 1999, 2001, 2002, 2003
- Jogador Jovem do Ano no Futebol Inglês: 1999–00